# يوزيف ساندور
يوزيف ساندور هو مصارع هاوي مجري، (ولد في Jászárokszállás ‏ في المجر 1892  م).

## وصلات خارجية
- يوزيف ساندور على موقع اللجنة الأولمبية الدولية (الإنجليزية)
- يوزيف ساندور على موقع أوليمبيديا (الإنجليزية)
- يوزيف ساندور على موقع اللجنة الأولمبية المجرية (الهنغارية)